# Kienlin

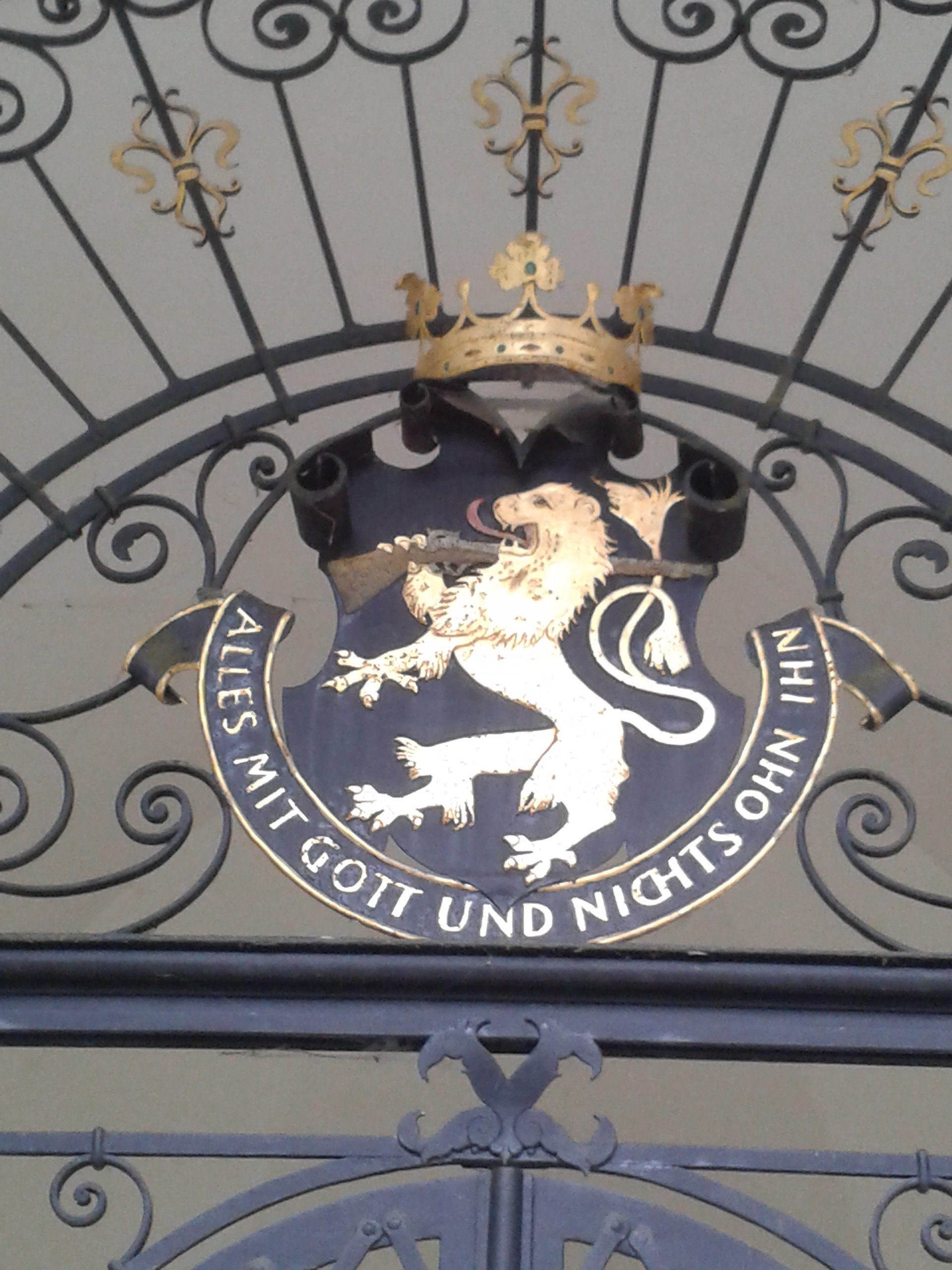
Familienwappen an der Kienlinschen Grabstätte in Erolzheim

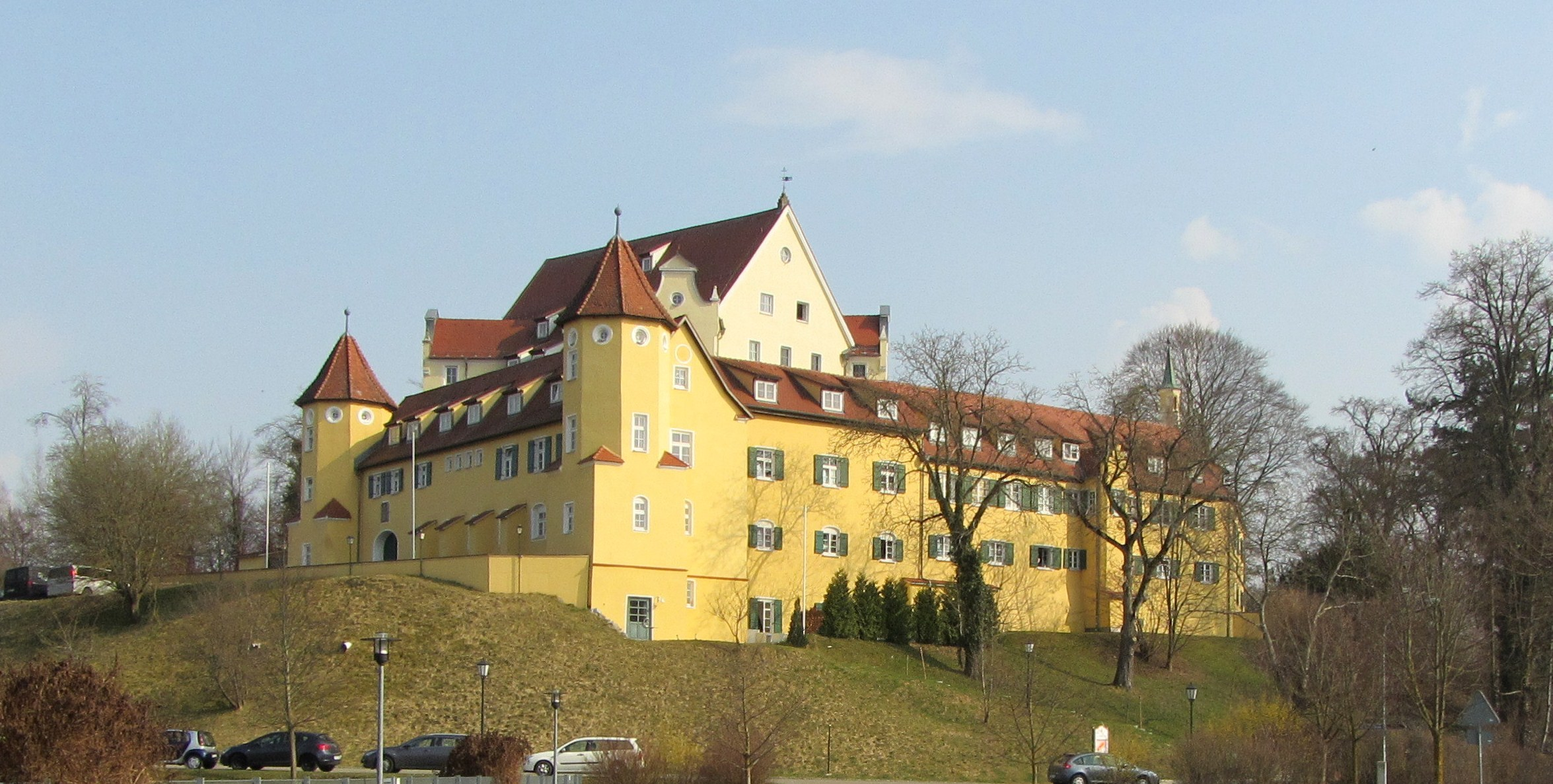
Schloss Erolzheim

Kienlin (auch Kienlen) ist der Name einer aus Süddeutschland stammenden Familie mit einem adeligen Zweig.

## Geschichte
Mitglieder der Familie werden seit dem frühen 15. Jahrhundert als Handwerker und Ratsmitglieder in den Urkunden der Stadt Ulm genannt. Dieser Zweig der Familie brachte über zwei Jahrhunderte bedeutende Goldschmiede, Münzmeister und Maler hervor. Der erste mit Arbeiten zu belegende Goldschmied ist Hans Ludwig Kienlin (1591–1653). Für diesen Zweig wurde das heute noch verwendete Familienwappen – ein goldener, aufrechter Löwe mit roter Büchse auf schwarzem Grund – gestiftet.
Bisher ungeklärt ist der Zusammenhang mit einer Tübinger Familie gleichen Namens, die seit dem 16. Jahrhundert nachweisbar ist und auf Stephan Kienlin zurückgeht.
Im 19. Jahrhundert war Tobias Ludwig Kienlin Mitbegründer der Wollfabrik Merkel & Kienlin (vor 1891 Merkel & Wolf) in Esslingen. Die Firma zählte mit dem renommierten Produkt „Esslinger Wolle“ bis in die 1960er Jahre zu den bedeutenden Vertretern württembergischer Textilindustrie. Nachfahren seines jüngsten Sohnes Joh. Ludwig Emil Kienlin leben weiterhin in Esslingen.
Ein weiterer Sohn von Tobias Ludwig Kienlin, der 1913 in den erblichen Adelsstand erhobene Geheime Kommerzienrat Albert Constantin von Kienlin (1842–1915), begründete den adeligen Zweig der Familie auf dem Rittergutsbesitz in Erolzheim. Dort befindet sich bis heute die Familiengrabstätte.

## Weitere Träger des Namens
- Alexander von Kienlin (* 1967), deutscher Architekt und Bauforscher
- Babette von Kienlin (* 1962), deutsch-britische Fernsehmoderatorin
- Irmgard von Kienlin-Moy (1908–2003), deutsche Graphikerin, Malerin und Poetin
- Max-Engelhardt von Kienlin (* 1934), deutscher Land- und Forstwirt, Schriftsteller und Bergsteiger
- Tobias L. Kienlin, deutscher Hochschullehrer und Prähistorischer Archäologe